# 氟锂铍

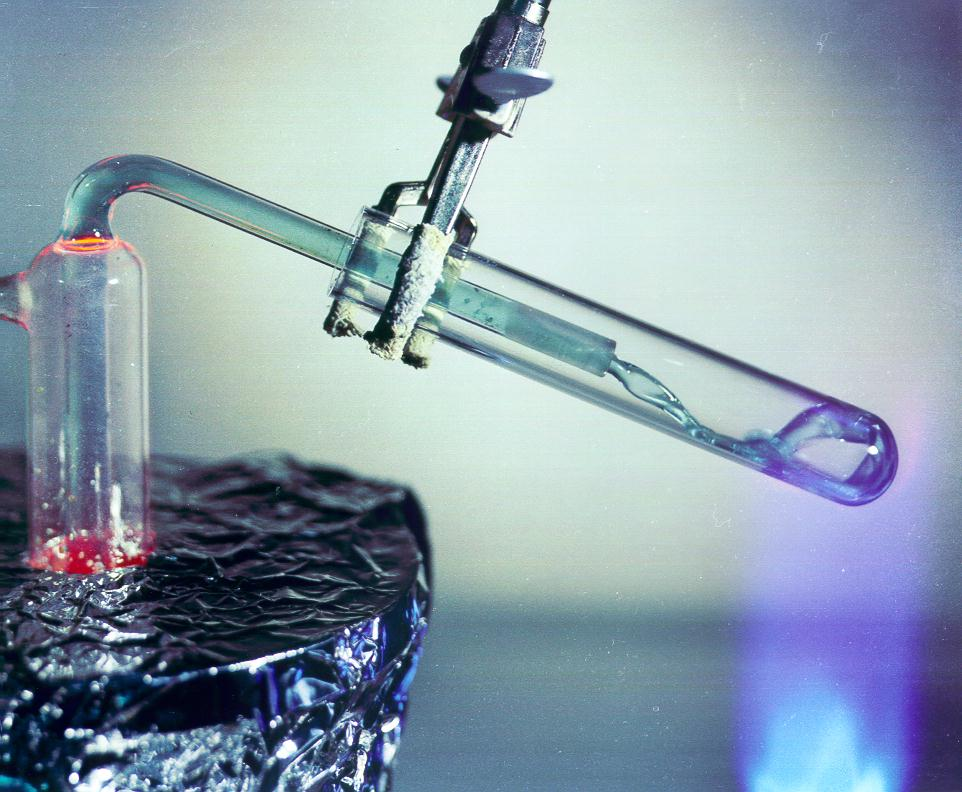
融化后的氟锂铍正在流动，绿色来自溶解的四氟化铀

氟锂铍（FLiBe）是由氟化锂（LiF）和氟化铍（BeF2）混合产生的熔盐。氟锂铍既可作为核反应堆的冷却剂，也可作为反应堆增殖和裂变材料的溶剂。在熔盐反应堆中氟锂铍既是反应堆燃料，又是反应堆冷却剂，以此提高反应堆的热效率及安全性。
氟化锂和氟化铍按2:1混合后形成定比化合物Li2BeF4，其熔点为459 °C，沸点为1430 °C，密度为1.94 g/cm3。 其容积热容为4549kJ/m3K，在典型的反应堆环境下是钠的四倍以上，超过氦两百倍，与水非常相似。，在固体下呈晶粒状，颜色为白色透明，融化后变为完全透明的液体。但如UF4及NiF2之类的可溶氟化物可显著改变Li2BeF4在固态及液态下的颜色。这一特性可用分光光度法对其进行分析，其在熔盐反应堆中被广泛使用。
氟锂铍的共晶混合物中BeF2的比例稍超过了50%，共晶混合物的熔点为360°C. 但是额外加入的BeF2导致该混合物的粘性显著增加，令其没有任何实际用途。BeF2的特性和玻璃非常相近，其是唯一一个含有足够摩尔百分比路易斯碱的熔盐流体。路易斯碱，如碱金属氟化物，会向铍（Be）提供氟离子，以此破坏增加粘度的玻璃状键。  氟锂铍中，氟化铍能够在液态下从两个氟化锂分子中分离两个氟离子，将其转化成四氟化铍阴离子BeF42−。

## 性质
FLiBe及其他氟化物熔盐有独特的化学特性，例如反应所需的高温，盐的离子特性，及反应的可逆性。在常见情形下，FLiBe融化再复合：
{\displaystyle 2LiF_{(s)}+BeF_{2(s)}\longrightarrow 2Li_{(l)}^{+}+BeF_{4(l)}^{2-}}.
该反应在熔盐刚刚开始熔融时发生。如反应在大气环境下发生，反应物会吸收水分。吸收的水分将在高温时转化BeF2成氧化物或氢氧化物，以此影响反应进程。
{\displaystyle BeF_{2(l)}+2H_{2}O_{(g)}\leftrightharpoons Be(OH)_{2(d)}+2HF_{(d)}}.
以及
{\displaystyle BeF_{2(l)}+H_{2}O_{(g)}\leftrightharpoons Be(O)_{(d)}+2HF_{(d)}}.
虽然BeF 2是一种非常稳定的化合物，但氧化物，氢氧化物和氟化氢的形成降低了盐的稳定性和惰性，导致其具有腐蚀性。需要注意的是不仅氟化氢，上述两个反应中的所有可溶物质均带有腐蚀性。因为反应物溶解时会改变他们的还原电位。氧化还原电位是盐中的先天的可测量电压，其是测量盐中腐蚀能力的主要指标。 通常情况下反应为0V：
{\displaystyle HF_{(g)}+e^{-}\longrightarrow F^{-}+1/2H_{2(g)}}.
这种反应在实验室条件下非常方便，并且可以使用氟化氢和氢气的1:1混合物将盐的电位置零。
{\displaystyle NiF_{2(d)}+2e^{-}\longrightarrow Ni_{(c)}+2F^{-}}.
有时上方的反应被用作基准。不管零点电压是多少，在熔盐中发生的其他反应会导致电压相对零点发生变化。如果熔盐的氧化还原电位接近某个反应的电压，那么该反应即为熔盐中占主导地位。所以确保熔盐的氧化还原电位远离不期望的反应所对应的电位是十分重要的。例如在使用镍，铁或铬合金做成的容器时，需要注意的是容器氟化后金属氟化物分解，导致改变氧化还原电位。该过程会一直进行直到金属和熔盐之间达到平衡。盐的氧化还原电位必须保持远离氟化反应，并让与熔盐接触的金属尽量远离熔盐的氧化还原电势，以防止容器过度腐蚀。
选择反应电压远离熔盐的氧化还原电位的材料是防止额外反应发生的最简单的方法，例如钨，碳，钼，铂，铱和镍。但在这些材料中只有镍和钼即经济又可焊接。因此哈司特镍合金被选作用于建造熔盐实验反应堆的主要材料。
有两种方法可以改变氟锂铍氧化还原电势。第一种是将电极放入熔盐中给熔盐强加一个电压。第二种更常见的方法是在熔盐中产生一个在所需电压下进行的化学反应，例如将氢气和氟化氢喷入熔盐中或将金属浸入熔盐中以此改变氧化还原电位。

## 冷却介质
作为一种熔盐，氟锂铍可以在高温下作为冷却剂并不会产生高蒸气压。不像也可作为高温冷却剂的钠或钾金属，氟锂铍不会与空气和水剧烈反应。氟锂铍在水中也有较好的低吸湿性和溶解性。

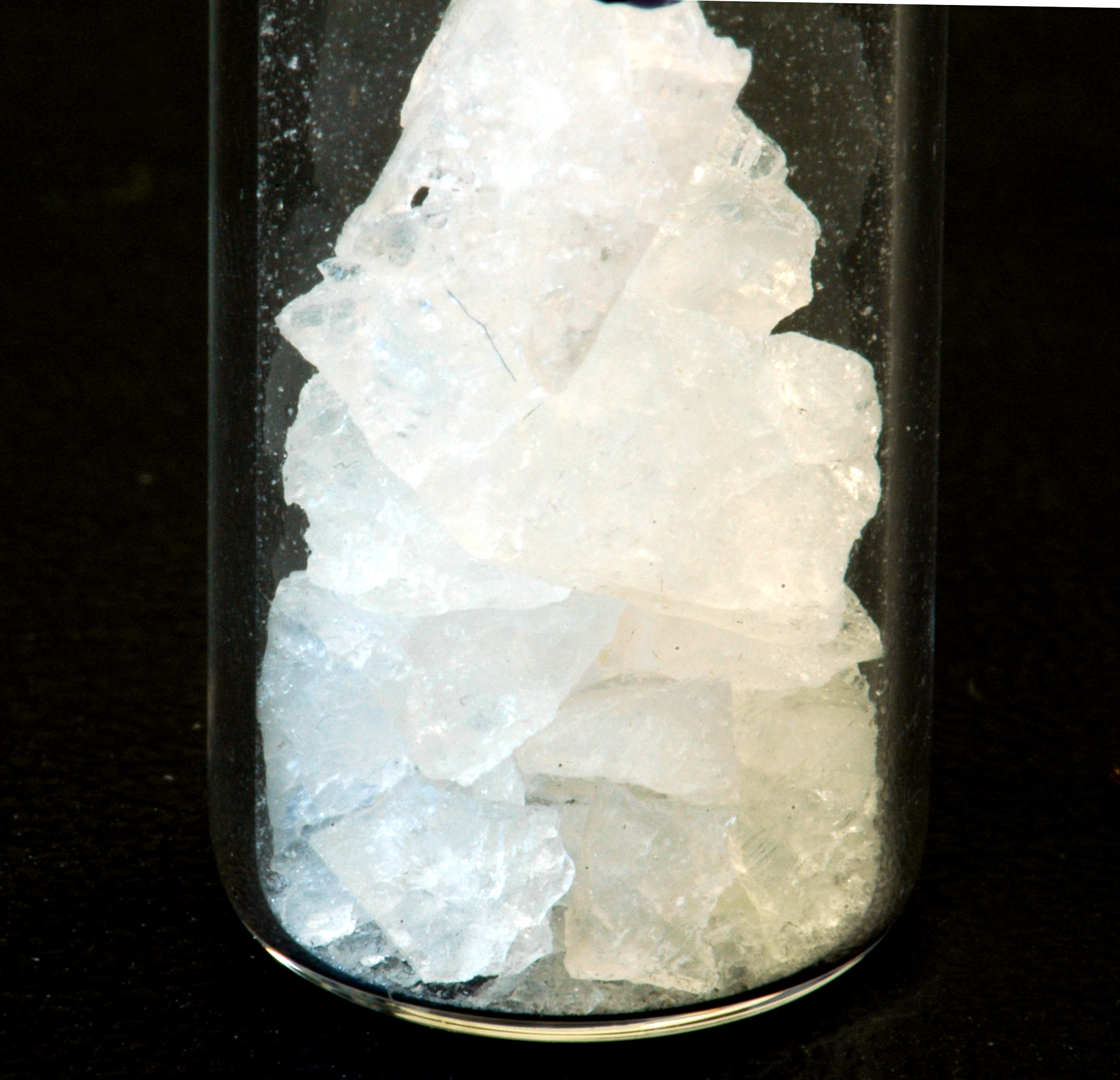
纯化后的氟锂铍，一般被用在熔盐反应堆的二级回路中

## 核性质
锂，铍的低原子量令氟锂铍成为有效的中子调节剂。 因为锂-6倾向于吸收中子并产生α粒子和氚，而天然锂含有约7.5％的锂-6，氟锂铍一般使用高纯度的锂-7以此获得较小的中子截面。在熔盐反应堆二级回路中作冷却剂用的氟锂铍使用了99.993%纯度的锂-7。
铍被中子击中时，偶尔会分解成两个α粒子和两个快中子。

## 应用
在液体氟化钍反应堆（LFTR）中，它被用作可裂变物质及增殖性材料的溶剂，及反应堆的控制剂和冷却剂。
在其他反应堆设计中（有时被称为熔盐冷却反应堆）将氟锂铍用作冷却剂。该种反应堆使用常规的固体核燃料棒，而不是将裂变物质其溶解在熔盐中。
在MIT研发的紧凑型托卡马克反应堆设计中，液体氟锂铍被用在了反应堆产氚区和冷却回路中间的液体层。